# حقل مغناطيسي بين كوكبي

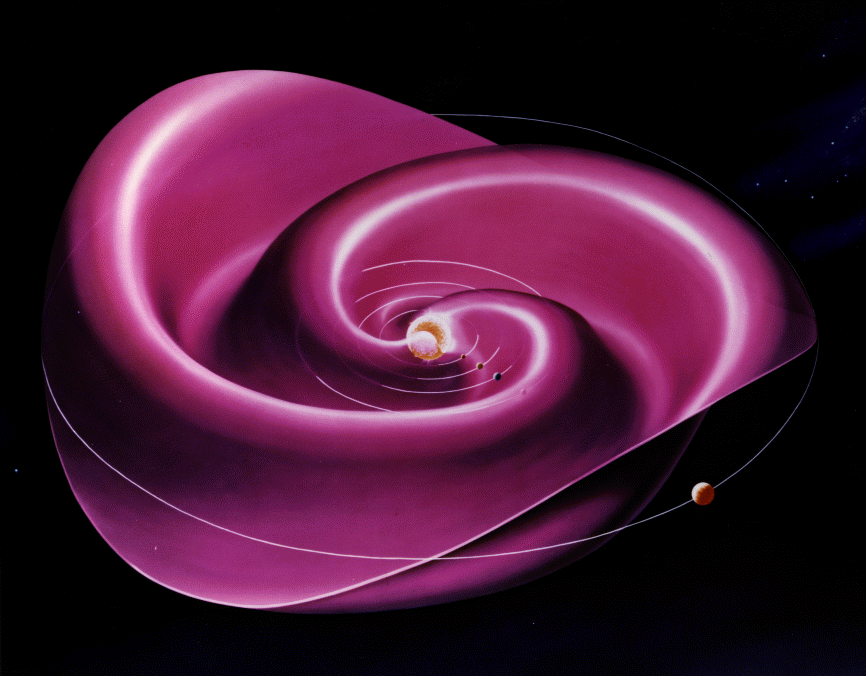
التيار المغناطيسي الدوري هو شكل ثلاثي الابعاد لدوامة باركر ينتج عن دوران الحقل المغناطيسي الشمسي في البلازما ضمن الوسط البين كوكبي

حقل مغناطيسي بين كوكبي هو عبارة عن المجال المغناطيسي الشمسي والذي يحمل بواسطة الرياح الشمسية بين كواكب من النظام الشمسي.
بما أن الرياح الشمسية لديها خصائص البلازما بالإضافة إلى كونها غازية فتكون ذات موصولية عالية للكهرباء لذلك تحمل معها خطوط الحقل المغناطيسي الشمسي. يهيمن الضغك الديناميكي على معظم الضغط المغناطيسي للنظام الشمسي. ليسحب الحقل المغناطيسي مشكلاً حقلاً على شكلحلزون أرخميدس يعرف باسم حلزون باركر ينتج عن جمع الحركة الخارجية و دوران الشمس. يكون اتجاه الحلزون للداخل أو الخارج تبعاً لنصف الكرة الشمسية والدورة الشمسية. يمتد الحقل المغناطيسي البين كوكبي بشكل قطري من الشمس. ولأن الحقل المغناطيسي فوق وتحت خط الاستواء له نقاط قطبية مختلفة في اتجاه أو بعيداً عن الشمس، وتوجد طبقة رقيقة من التيار الكهربائي عند مستوي خط الاستواء الشمسي، والتي تدعى تيار الغلاف الشمسي الدوري. يشابك دوران الشمس الحقل المغناطيسي والتيار الدوري على مسافة بعيدة على شكل حلزون أرخميدس مشكلةً بنية تدعى حلزون باركر. الحقل المغناطيسي البين كوكبي أقوى بكثير من الحقل المغناطيسي الثنائي للشمس. يتراوح قوة الحقل المغناطيسي الثنائي للشمس مابين 50-400 ميكروتسلا (عند الغلاف الضوئي) ويتناقص متناسباً عكساً مع مكعب المسافة ليصل إلى 0.1 نانو تسلا على مسافة تساوي بعد الأرض. في حين وحسب قياسات المسبارات الفضائية يكون الحقل المغناطيسي البين كوكبي على بعد الأرض يساوي 5 نانو تسلا.